# Чапаевка (Московская область)
Чапаевка — деревня в Одинцовском городском округе Московской области России.
Деревня расположена на юго-западе округа, в 2 км к северо-западу от города Кубинки, на небольшом левом притоке реки Сетуни, высота центра — 181 м над уровнем моря. В деревне семь улиц. Недалеко от деревни находится остановочная платформа Чапаевка Смоленского направления МЖД.
Впервые в исторических документах деревня встречается в писцовой книге 1558 года, как деревня Часовня в 7 дворов, расположенную на одноимённой речке, принадлежавшую Троице-Сергиеву монастырю, в чьём владении находилась до секуляризационной реформы 1764 года. На 1852 год в казённая деревне Часовня числилось 83 двора, 331 душа мужского пола и 349 — женского, в 1890 году — 447 человек. По Всесоюзной переписи 17 декабря 1926 года числилось 162 хозяйства и 802 жителя, школу первой ступени и сельсовет.
В 1939 году деревня Часовня переименована в Чапаевку.
По переписи 1989 года в Чапаевке — 100 хозяйств и 122 жителя.
С 1994 до 2006 года Чапаевка входила в состав Никольского сельского округа Одинцовского района, с 2006 до 2019 — в состав сельского поселения Никольское.

## Население

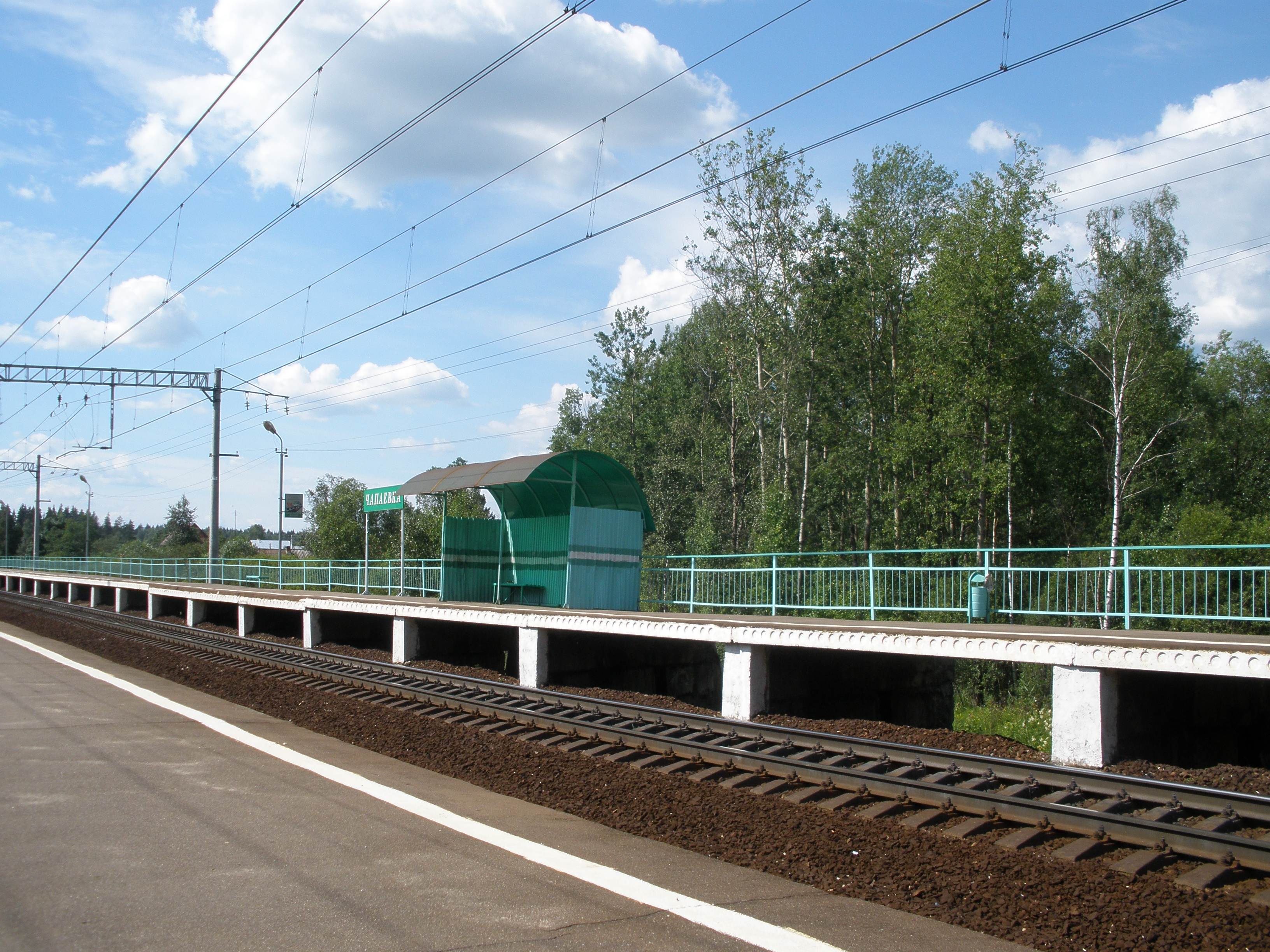
Железнодорожная платформа в деревне Чапаевка

| 1852 | 1859 | 1890 | 1926 | 1989 | 2002 | 2006 |
| ---- | ---- | ---- | ---- | ---- | ---- | ---- |
| 680  | ↘597 | ↘447 | ↗802 | ↘122 | ↗275 | →275 |
| 2010 |      |      |      |      |      |      |
| ↗290 |      |      |      |      |      |      |